# IFNA16
IFNA16‏ (Interferon alpha 16) هوَ بروتين يُشَفر بواسطة جين IFNA16 في الإنسان.